# Wendake
Wendake (auch Village-des-Hurons genannt) ist ein Indianerreservat der Wyandot (Huronen) in der kanadischen Provinz Québec. Es ist eine Enklave innerhalb der Provinzhauptstadt Québec. Die Einwohnerzahl beträgt 2134 (Stand: 2016) und die Fläche der Siedlung 1,70 km². Im Jahr 2006 zählte man 1555 Einwohner. Wendake ist Teil der Verwaltungsregion Capitale-Nationale, gehört aber administrativ weder zur Agglomeration Québec noch zur Metropolregion.

## Geographie
Wendake liegt rund zwölf Kilometer nordwestlich des Stadtzentrums von Québec im Tal des Rivière Saint-Charles. Das Reservat umfasst einen schmalen, rund zwei Kilometer langen Gebietsstreifen östlich des Flusses, der vollständig vom Quebécer Stadtbezirk La Haute-Saint-Charles umgeben ist. Die Siedlung selbst ist in den alten, rund 300-jährigen Teil im Süden und in den modernen Teil im Norden gegliedert.

## Geschichte
Die Wyandot lebten bis zum 16. Jahrhundert nördlich des Ontariosees, wovon verschiedene Ausgrabungen wie zum Beispiel die Mantle Site zeugen. Später zogen sie an die Georgian Bay, wo sie im 17. Jahrhundert erstmals Europäern begegneten und sich mit den Franzosen verbündeten. Kriegerische Auseinandersetzungen mit den Irokesen (die mit den Engländern verbündet waren) in den Biberkriegen und verheerende Seuchen führten um 1650 zum Zusammenbruch der Huronen-Konföderation.
Eine der versprengten Gruppen siedelte 1651 zunächst auf der Île d’Orléans, bis es fünf Jahre später erneut zu einem Angriff der Irokesen kam. Daraufhin ließen sie sich in der Umgebung der Stadt Québec nieder, ab 1673 überwiegend auf dem Gebiet der späteren Gemeinde L’Ancienne-Lorette. 1697 zogen sie einige Kilometer weiter nördlich und gründeten die heute bestehende Siedlung. Im Verlaufe der folgenden drei Jahrhunderte trug sie verschiedene Namen (Nouvelle-Lorette, La Jeune-Lorette, Roreke, Village-Huron-de-la-Jeune-Lorette, Notre-Dame-de-Lorette, Village-Huron, Village-des-Hurons, Indian-Lorette), bis sie schließlich 1986 die Bezeichnung Wendake annahm.

## Sehenswürdigkeiten
Der ältere Teil von Wendake ist seit 2000 ein National Historic Site. Wohn- und Geschäftshäuser erinnern von der städtebaulichen Anordnung her an traditionelle Dörfer und orientieren sich an natürlichen Elementen, während die Architektur europäisch geprägt ist.
Die römisch-katholische Kirche Notre-Dame-de-Lorette entstand 1865 und ersetzte eine im Jahr 1730 entstandene, abgebrannte Kapelle; seit 1981 ist das Gebäude ein geschütztes Kulturgut.
Das Hôtel-Musée Premières Nations ist ein von den Wyandot errichtetes und betriebenes Viersternhotel. Das im Jahr 2008 eröffnete Hotel ist einem traditionellen indianischen Langhaus nachempfunden. Im benachbarten Museum, dessen Gebäude die Form eines Tipi aufweist, werden Geschichte, Kultur und Kunst der Wyandot vorgestellt.

## Bilder

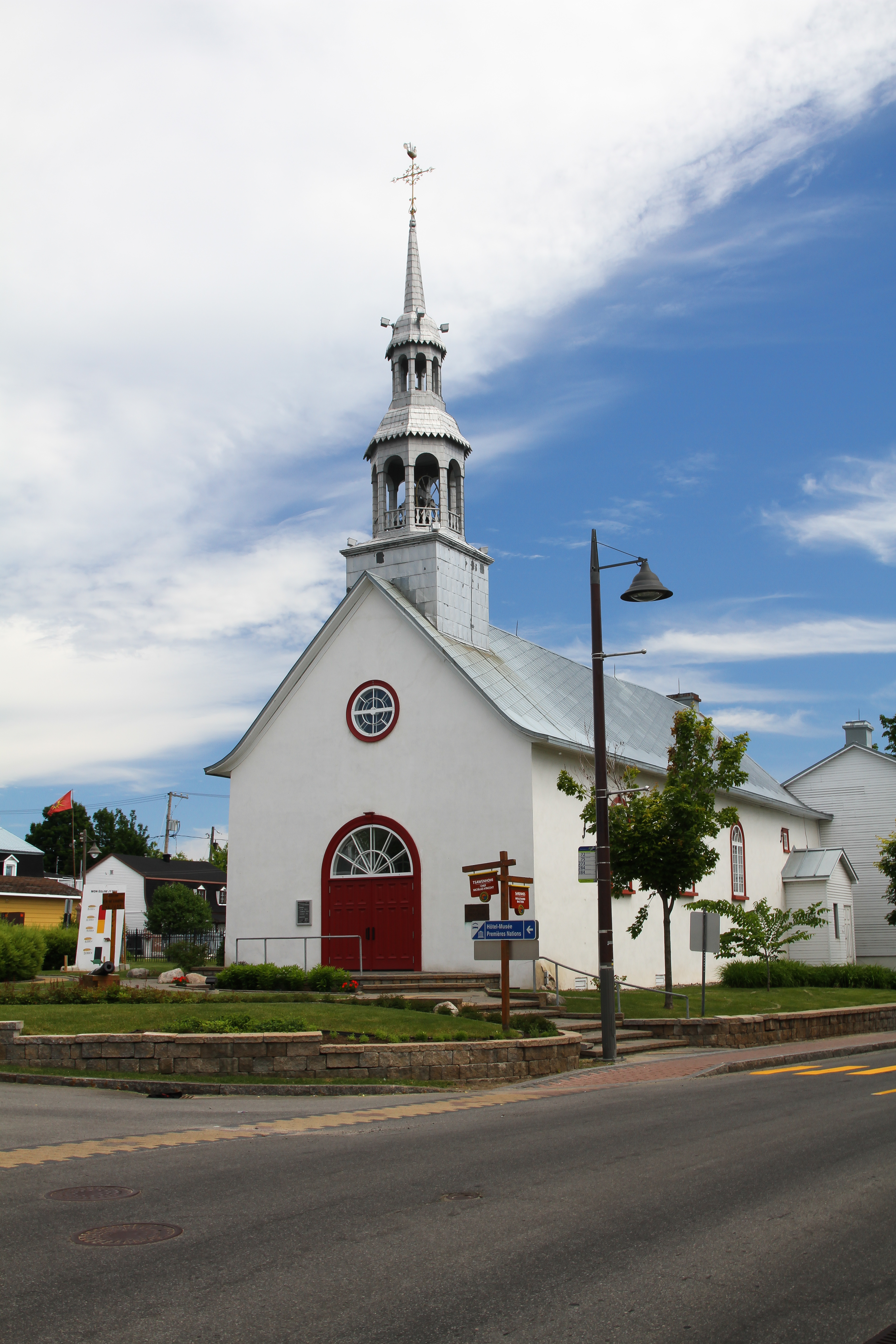
Kirche Notre-Dame-de-Lorette
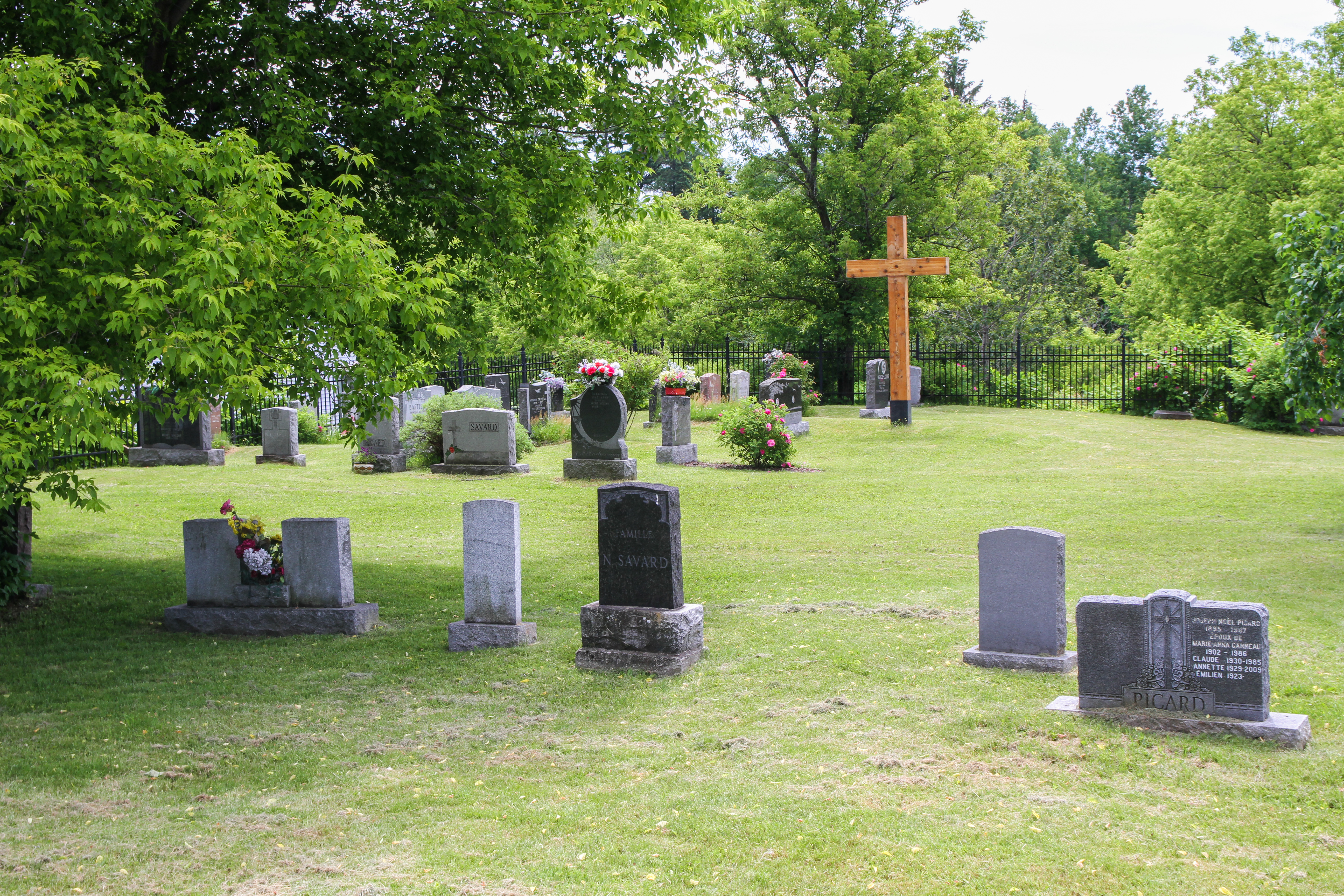
Friedhof
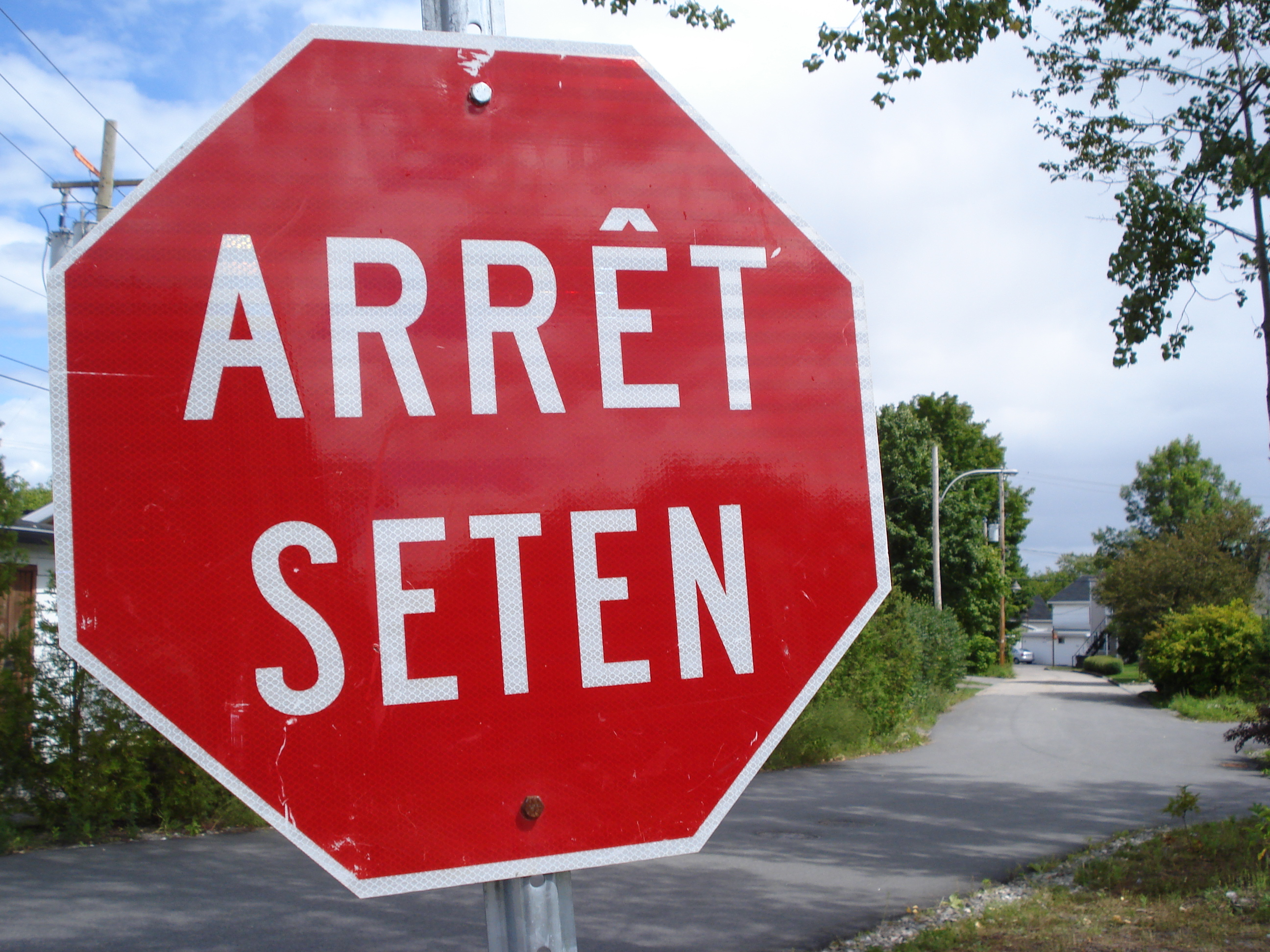
Zweisprachiges Verkehrsschild
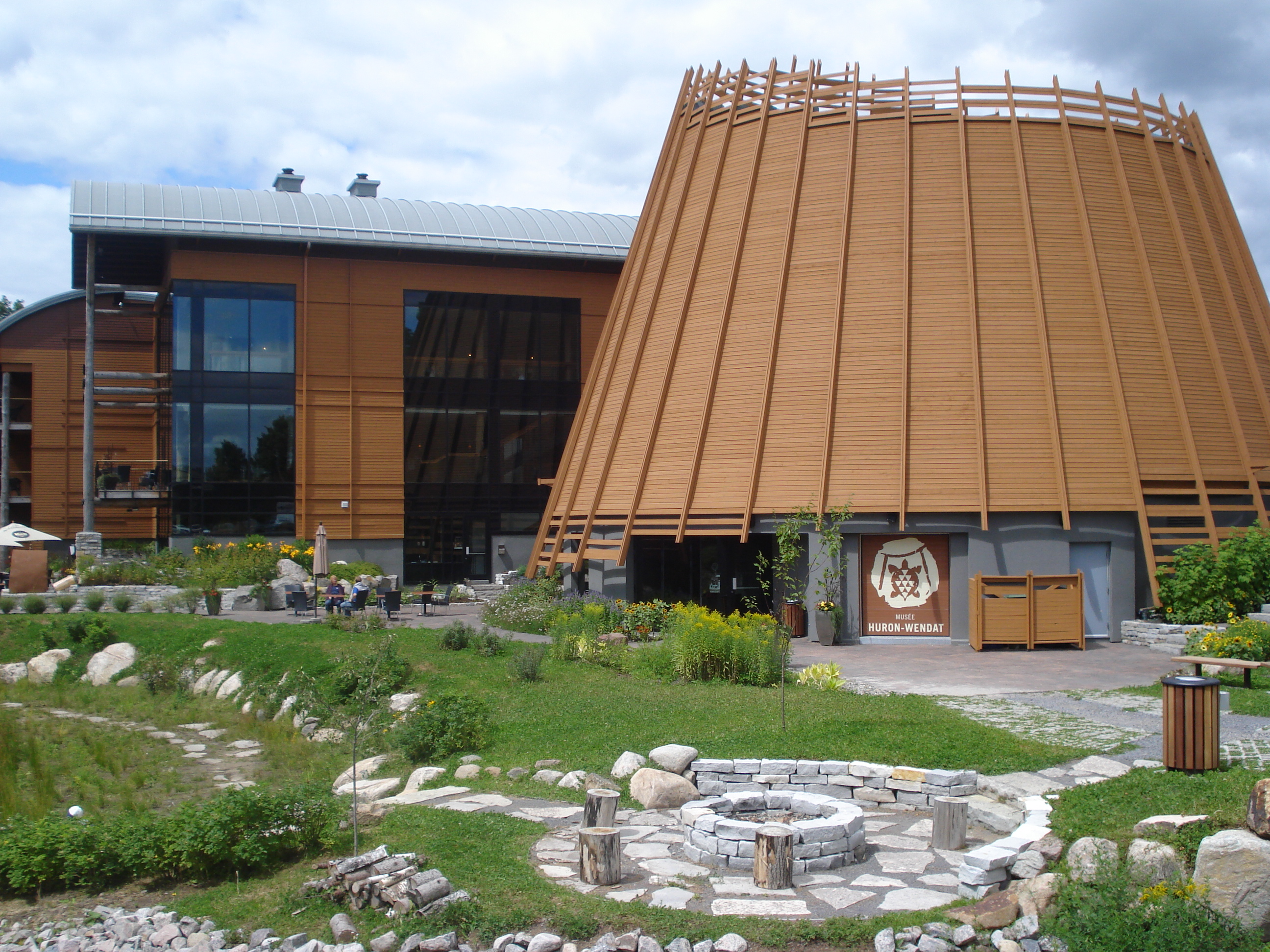
Hotel und Museum Premières Nations